# Hempelsberg (Warmensteinach)
Hempelsberg ist ein Gemeindeteil der Gemeinde Warmensteinach im Landkreis Bayreuth (Oberfranken, Bayern). Hempelsberg liegt in der Gemarkung Oberwarmensteinach.

## Geografie
Der Weiler liegt an einer Anliegerstraße, die nach Oberwarmensteinach (0,4 km westlich) bzw. nach Mähring verläuft (0,6 km östlich).

## Geschichte
Mit dem Gemeindeedikt wurde Hempelsberg dem 1808 gebildeten Steuerdistrikt Oberwarmensteinach und der 1818 gebildeten Ruralgemeinde Oberwarmensteinach zugewiesen. Am 1. Mai 1978 wurde Hempelsberg in die Gemeinde Warmensteinach eingegliedert.

### Einwohnerentwicklung
| Jahr      | 001818 | 001824 | 001861 | 001871 | 001885 | 001900 | 001925 | 001950 | 001961 | 001970 | 001987 |
| Einwohner | 19     | 11     | 18     | 18     | 14     | 17     | 16     | 9      | 12     | 9      | 11     |
| Häuser    |        | 2      |        |        | 2      | 2      | 2      | 2      | 2      |        | 3      |
| Quelle    | [ 9 ]  | [ 6 ]  | [ 10 ] | [ 11 ] | [ 12 ] | [ 13 ] | [ 14 ] | [ 15 ] | [ 16 ] | [ 17 ] | [ 1 ]  |

## Religion
Hempelsberg ist römisch-katholisch geprägt und war ursprünglich nach Mariä Verkündigung (Fichtelberg) gepfarrt. Seit Mitte des 20. Jahrhunderts ist die Pfarrei St. Laurentius (Oberwarmensteinach) zuständig.